# 현대 대형트럭

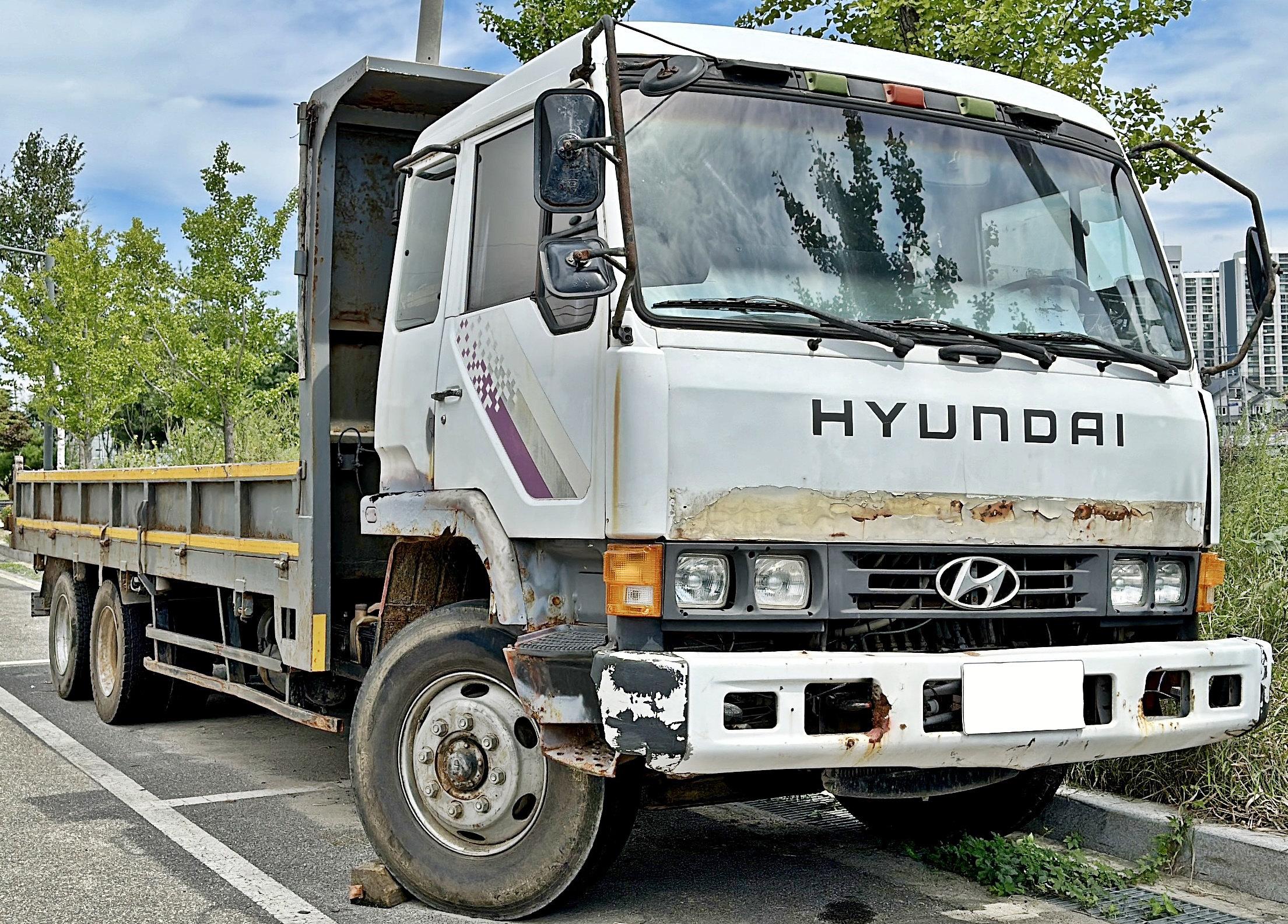
1994~1997년식 현대 대형트럭

현대 대형트럭은 현대자동차가 1977년 일본 미쓰비시 후소와 기술 제휴로 생산한 준대형 및 대형트럭 시리즈이다. 
- 1985년 후반에 미쓰비시 후소 더 그레이트 기반으로 풀모델 체인지를 하였으며. 1991년에 원형 헤드램프에서 사각형 헤드램프로 페이스리프트를 거치고, 1994년 5월에 현대자동차 엠블럼 변경 및 도어의 데칼이 변경되었다.
- 1996년 10월에 전면 4등식 헤드램프의 크기가 소폭으로 늘어나고 품질이 더욱 개선된 1997년형 현대 대형트럭을 출시하였다.
- 1997년에 후속 차종인 슈퍼트럭이 시판됨에 따라 단종되었으며 엔진은 주로 미쓰비시 후소엔진을 장착하였으나 현대자동차가 미쓰비시 후소 엔진을 라이선스 생산하기 이전에, 한시적으로 일부 차량이 대우중공업의 엔진을 장착하기도 했다.
- 8DC9 엔진의 타입에 따라서 1세대형은 흔히 90A로 불리었으며, 2세대형은 91A로 불리었다.
- 현대 뉴 파워트럭의 현대 슈퍼트럭 후속모델로 풀체인지 QV에 2019년 9월 1일 새롭게 출시한다.

## 연혁

### 제 1세대 (FV3, 90A)
- 1978년
  - 5월 10.5톤 덤프, 11톤 카고 트럭 발매.
- 1979년
  - 9월 8.5톤 카고트럭, 10.75톤 카고 트럭 발매.
- 1981년
  - 8월 페이스리프트 및 8.5톤 덤프트럭, 8DC9-0A 310마력 엔진의 15톤 덤프 트럭 발매.
- 1982년
  - 8월 각종 특장차량 발매. (콘크리트 믹서트럭, 벌크 시멘트 트럭, 청소차, 냉동차, 셀프로더, 트랙터/트레일러, 탱크로리, LPG 탱크로리, 크레인트럭, 콘크리트펌프카, 소방차, 아스팔트 디스트리뷰터 등..)
- 1983년
  - 4월 D0846HM 187마력 엔진의 8톤 카고트럭, 8톤 덤프트럭 발매.
  - 8월 벌크시멘트 트레일러 발매.
- 1984년
  - 2월 내장을 고급화한 디럭스캡 발매.
  - 3월 10단 변속기의 FU(6×2) 벌크 시멘트 트럭 발매.
- 1985년
  - 3월 8톤 윙바디, 10톤 윙바디, 알루미늄 적재함의 실버웨이 트럭 발매.
  - 12월 풀모델 체인지로 생산 종료.

### 제 2세대 (FV4, 91A)
- 1985년
  - 12월 풀 모델 체인지로 더 그레이트 기반의 2세대형이 발매된다. (8톤, 8.5톤, 11톤, 15톤). 320마력으로 출력이 향상된 8DC9-1A(D8AY) 엔진이 탑재되었으며, 이때부터 전 차종에 미쓰비시 후소 라이선스 생산 디젤 엔진이 탑재된다.
- 1988년
  - 10월 9.5톤 FN(6×4 저상) 카고트럭(FN427) 발매.
- 1989년
  - 12월 FS(8×4) 19톤급 SL덤프(FS420) 발매.
- 1991년
  - 헤드램프가 원형 4등식에서 각형 4등식으로 페이스리프트되며 그릴이 약간 변경된다.
- 1992년
  - 1월 국내최초 초대형 8X4형식 15톤 카고 트럭 발매
  - 6월 11.5톤 암롤 트럭 발매.
  - 9월 12.5톤 카고 트럭 발매.
- 1993년
  - 6월 15톤 암롤 트럭 발매.
  - 11월 8DC11 엔진의 18톤 카고, 21.5톤 덤프 트럭 발매(355마력 D8AA).
- 1994년
  - 2월 60톤 트랙터(FV460T) 발매.
  - 5월 마이너 체인지로 그릴의 변경 및 현대자동차의 로고가 HYUNDAI에서 타원형 CI로 변경, 도어의 데칼이 변경된다.
- 1995년
  - 2월 23톤 덤프 트럭, 크레인 카고 트럭 발매.
- 1996년
  - 10월 4등식 헤드램프의 크기가 소폭 늘어남.
  - 11월 25톤 카고 및 410마력 터보 인터쿨러 카고 트럭 발매.
- 1997년
  - 10월 후속 차종인 슈퍼트럭의 등장으로 순차적으로 단종.

## 연혁별 차량 라인업

### 제 1세대(FV3)
- (1978년 7월 현대 1기형90A 후소트럭 현대)
- (1978년 현대 90A 대형트럭 전 후륜휠 6홀 8핀이다.)
- 현대 FV31# 10.5톤 대형 고상 덤프트럭 (현대자동차, 1978년)
- 현대 FV31# 10.5톤 대형 고상 덤프트럭 (현대자동차, 1978년)
- 현대 FV31# 대형 고상 8톤 덤프트럭 (현대자동차, 1978년)
- 현대 FV31#(6×4), 11톤 대형 고상 카고트럭(현대자동차, 1978년)
- 현대 FV31#(4×2), 8톤 대형 고상 카고트럭(현대자동차, 1978년)
- 현대 FV31#(6×4) 현대 포드 대형 고상 트랙터 (현대자동차, 1978년)
- 현대 FV31#(6×4), 10.75톤 대형 고상 카고트럭(현대자동차, 1979년)
- 현대 FV31#(4×2), FV31#(6×4) 대형 고상 트랙터 (현대자동차, 1980년)
- 현대 FV31#(6×4), 11톤 대형 고상 카고트럭(현대자동차, 1980년)
- 현대 FV31#(6×4), 11톤 대형 저상식 카고트럭(현대자동차, 1980년)
- (1981년 1월 현대 90A 대형트럭 전 후륜휠 6홀 8핀 에서라 6홀 8핀이 변경하였다.)
- 현대 FV31# 10.5톤 대형 고상 덤프트럭 (현대자동차, 1981년)
- 현대 FV31# 10.5톤 대형 고상 덤프트럭 (현대자동차, 1981년)
- 현대 FV31# 대형 고상 8톤 덤프트럭 (현대자동차, 1981년)
- 현대 FV31#(6×4), 11톤 대형 고상 카고트럭(현대자동차, 1981년)
- 현대 FV31#(4×2), 8톤 대형 고상 카고트럭(현대자동차, 1981년)
- 현대 FV31#(6×4), 10.75톤 대형 고상 카고트럭(현대자동차, 1981년)
- 현대 FV31#(4×2), FV31#(6×4) 대형 고상 트랙터 (현대자동차, 1981년)
- 현대 FV31#(6×4), 11톤 대형 고상 카고트럭(현대자동차, 1981년)
- 현대 FV31#(6×4), 11톤 대형 저상식 카고트럭(현대자동차, 1981년)
- (1981년 7월 현대 2기형 90A 후소트럭)
- 현대 신형 FP31# 8.5톤 대형 고상 덤프트럭 (현대자동차, 1981년)
- 현대 신형 FP31# 8.5톤 대형 고상 카고트럭 (현대자동차, 1981년)
- 현대 신형 FV31# 10.5톤 대형 고상 덤프트럭 (현대자동차, 1981년)
- 현대 신형 FV31# 대형 고상 믹서트럭 (현대자동차, 1981년)
- 현대 신형 FV31# 10.75톤 대형 고상 카고트럭(현대자동차, 1981년)
- 현대 신형 FV31# 11톤 대형 저상식 카고트럭(현대자동차, 1981년)
- 현대 신형 FP31# 8톤 대형 고상 카고트럭 (현대자동차, 1981년)
- 현대 신형 FP31# 8톤 대형 고상 덤프트럭 (현대자동차, 1981년)
- 현대 신형 FV31# 11톤 대형 고상 카고트럭 (현대자동차, 1981년)
- 현대 신형 FV31# 11톤 대형 고상 카고트럭 (현대자동차, 1981년)
- 현대 신형 FP31# 대형 고상 콘크리트펌프트럭 (현대자동차, 1982년)
- 현대 신형 FV31# 대형 고상 콘크리트펌프트럭 (현대자동차, 1982년)
- 현대 신형 FV31# 대형 고상 15톤 덤프트럭 (현대자동차, 1981년)
- 현대 신형 FV31# 대형 고상 15톤 카고트럭 (현대자동차, 1981년)
- 현대 신형 FP3##(4×2), FV3##(6×4) 대형 고상 트랙터 (현대자동차, 1982년)
- 현대 신형 FP3##(4×2), FV3##(6×4) 대형 고상 진개덤프 (현대자동차, 1982년)
- 현대 신형 FP3##(4×2), FV3##(6×4) 대형 고상 쓰레기트럭 (현대자동차, 1982년)
- 현대 신형 FP3##(4×2), FV3##(6×4) 대형 고상 살수차 현대자동차, 1982년)
- 현대 신형 FP3##(4×2), FV3##(6×4) 대형 고상 분뇨차 (현대자동차, 1982년)
- (1982년 1월 27일 현대 2기형 90A 후소트럭)
- 현대 신형 FP31# 8.5톤 대형 고상 덤프트럭 (현대자동차, 1982년)
- 현대 신형 FP31# 8.5톤 대형 고상 카고트럭 (현대자동차, 1982년)
- 현대 신형 FV31# 10.5톤 대형 고상 덤프트럭 (현대자동차, 1982년)
- 현대 신형 FV31# 대형 고상 믹서트럭 (현대자동차, 1982년)
- 현대 신형 FV31# 10.75톤 대형 고상 카고트럭(현대자동차, 1982년)
- 현대 FV31#(6×4), 11톤 대형 고상 카고트럭(현대자동차, 1982년)
- 현대 신형 FV31# 9,5톤 대형 저상 카고트럭(현대자동차, 1982년)
- 현대 신형 FP31# 8톤 대형 고상 카고트럭 (현대자동차, 1983년)
- 현대 신형 FP31# 8톤 대형 고상 덤프트럭 (현대자동차, 1983년)
- 현대 신형 FV31# 11톤 대형 고상 카고트럭 (현대자동차, 1982년)
- 현대 신형 FV31# 11톤 대형 고상 카고트럭 (현대자동차, 1982년)
- 현대 신형 FP31# 대형 고상 콘크리트펌프트럭 (현대자동차, 1982년)
- 현대 신형 FV31# 대형 고상 콘크리트펌프트럭 (현대자동차, 1982년)
- 현대 신형 FV31# 대형 고상 15톤 덤프트럭 (현대자동차, 1982년)
- 현대 신형 FV31# 대형 고상 15톤 카고트럭 (현대자동차, 1982년)
- 현대 신형 FP3##(4×2), FV3##(6×4) 대형 고상 트랙터 (현대자동차, 1982년)
- 현대 신형 FP3##(4×2), FV3##(6×4) 대형 고상 진개덤프 (현대자동차, 1982년)
- 현대 신형 FP3##(4×2), FV3##(6×4) 대형 고상 쓰레기트럭 (현대자동차, 1982년)
- 현대 신형 FP3##(4×2), FV3##(6×4) 대형 고상 살수차 현대자동차, 1982년)
- 현대 신형 FP3##(4×2), FV3##(6×4) 대형 고상 분뇨차 (현대자동차, 1982년)
- (1982년 7월 26일 현대 2기형 90A 후소트럭)
- 현대 신형 FP31# 8.5톤 대형 고상 덤프트럭 (현대자동차, 1982년)
- 현대 신형 FP31# 8.5톤 대형 고상 카고트럭 (현대자동차, 1982년)
- 현대 신형 FV31# 10.5톤 대형 고상 덤프트럭 (현대자동차, 1982년)
- 현대 신형 FV31# 대형 고상 믹서트럭 (현대자동차, 1982년)
- 현대 신형 FV31# 10.75톤 대형 고상 카고트럭(현대자동차, 1982년)
- 현대 FV31#(6×4), 11톤 대형 고상 카고트럭(현대자동차, 1982년)
- 현대 신형 FV31# 9,5톤 대형 로우테크 저상 카고트럭(현대자동차, 1982년)
- 현대 신형 FP31# 8톤 대형 고상 카고트럭 (현대자동차, 1983년)
- 현대 신형 FP31# 8톤 대형 고상 덤프트럭 (현대자동차, 1983년)
- 현대 신형 FV31# 11톤 대형 고상 카고트럭 (현대자동차, 1982년)
- 현대 신형 FV31# 11톤 대형 고상 카고트럭 (현대자동차, 1982년)
- 현대 신형 FP31# 대형 고상 콘크리트펌프트럭 (현대자동차, 1982년)
- 현대 신형 FV31# 대형 고상 콘크리트펌프트럭 (현대자동차, 1982년)
- 현대 신형 FV31# 대형 고상 15톤 덤프트럭 (현대자동차, 1982년)
- 현대 신형 FV31# 대형 고상 15톤 카고트럭 (현대자동차, 1982년)
- 현대 신형 FP3##(4×2), FV3##(6×4) 대형 고상 트랙터 (현대자동차, 1982년)
- 현대 신형 FP3##(4×2), FV3##(6×4) 대형 고상 진개덤프 (현대자동차, 1982년)
- 현대 신형 FP3##(4×2), FV3##(6×4) 대형 고상 쓰레기트럭 (현대자동차, 1982년)
- 현대 신형 FP3##(4×2), FV3##(6×4) 대형 고상 살수차 현대자동차, 1982년)
- 현대 신형 FP3##(4×2), FV3##(6×4) 대형 고상 분뇨차 (현대자동차, 1982년)

### 제 2세대(FV4)
- 트랙터
  - FP4##T(4x2)
  - FV4##T(6x4)
- 카고
  - 8톤 FP41#(4x2 중축/단축)
  - 8.5톤 FP41#(4x2 중축/단축)
  - 9.5톤 저상 FN427(6x4 중축/단축)
  - 11톤 FV411(6x4 장축)
  - 15톤 FS41#(8x4 장축)
  - 18톤 FS418(8x4 초장축)
  - 후3축
    - 25톤 FS42#(10x4 초장축)
- 덤프
  - 8톤 FP41#(4x2)
  - 15톤 FV415(6x4)
  - 19톤 FS42#(8x4)
  - 21.5톤 FS42#(8x4)
  - 23톤 FS42#(8x4)

## 사용된 변속기
- 6단 수동변속기
- 10단 수동변속기
- 16단 수동변속기

## 갤러리

현대 90A FV-T(4×2) 39T 트레일러
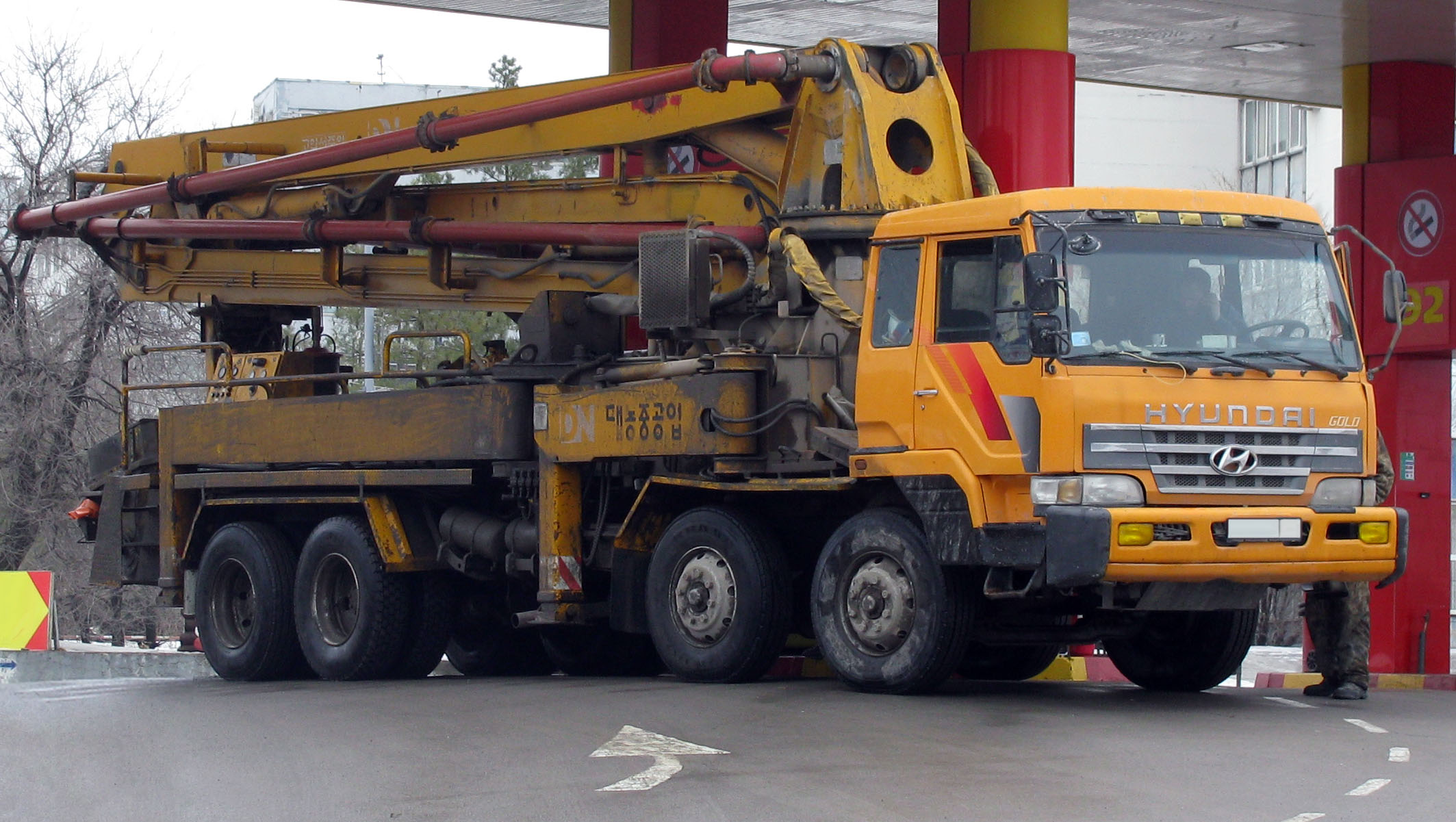
1994년 이후 년식의 현대 91A FS(8×4) 콘크리트 펌프 트럭(사진의 차량은 캡 전면이 현대 슈퍼트럭의 부품으로 개조됨)
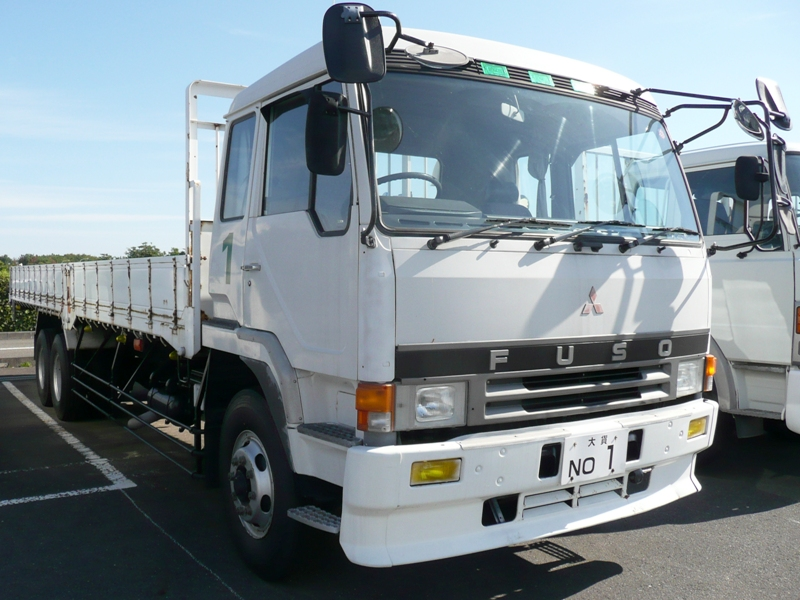
현대 91A 트럭의 원형인 미쓰비시 후소 더 그레이트 FV(6×4) 카고
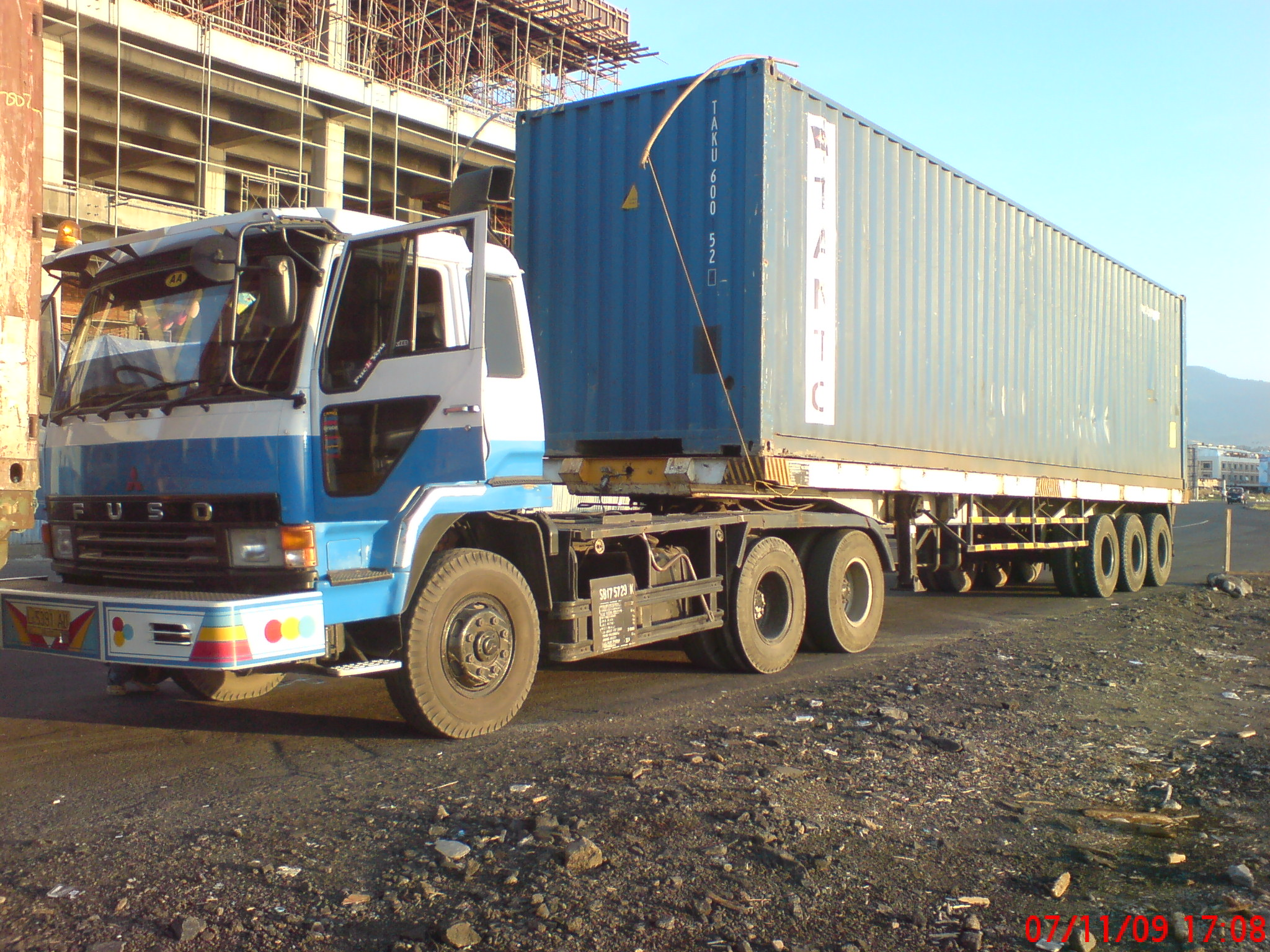
미쓰비시 후소 더 그레이트 FV-T(6×4) 트랙터
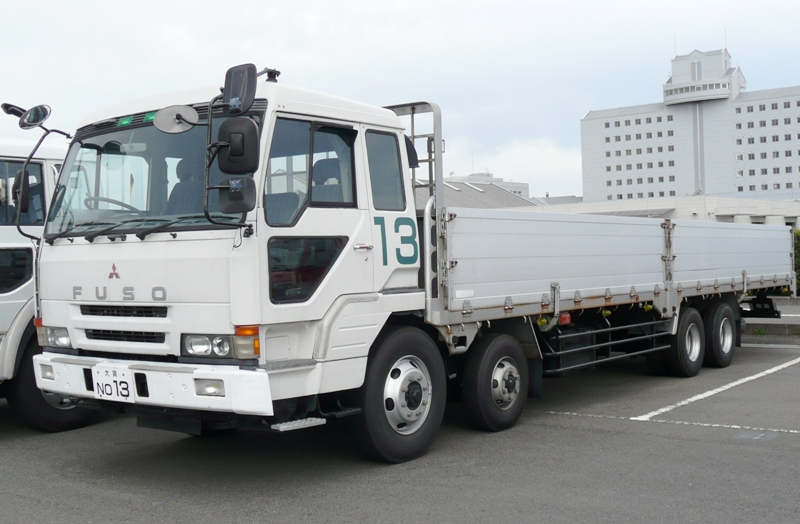
미쓰비시 후소 더 그레이트 FS(8×4) 카고 트럭
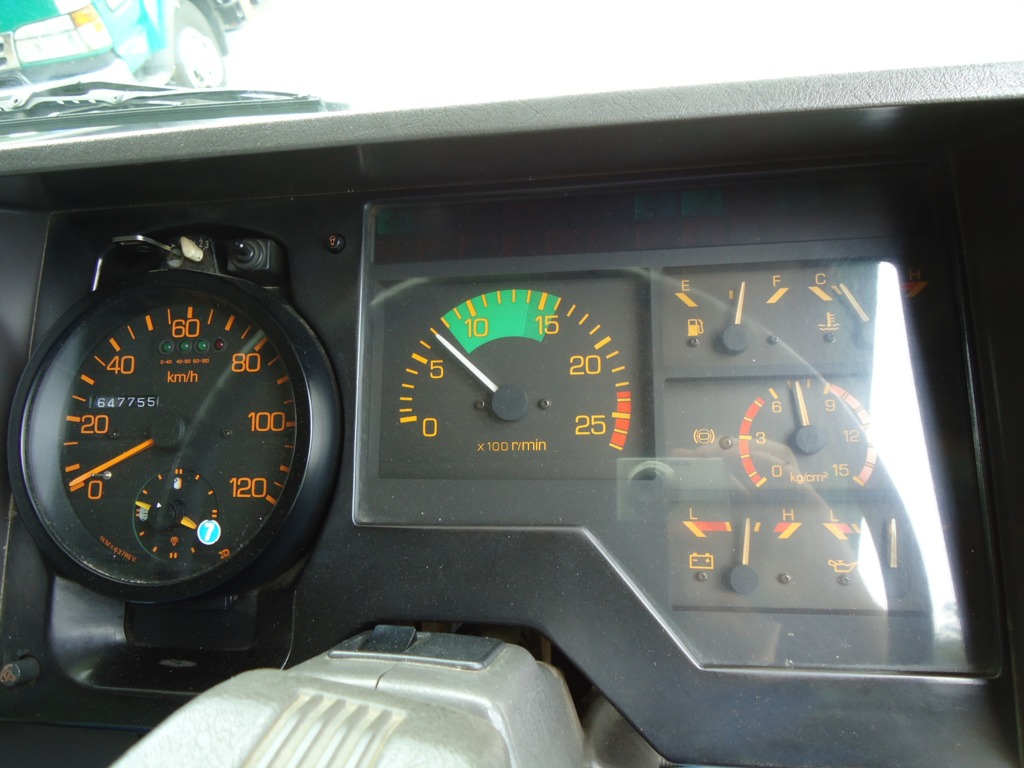
계기판

## 같이 보기
- 현대자동차
- 현대 슈퍼트럭
- 현대 뉴 파워트럭